# Robert Keith, 1. Lord Altrie
Robert Keith, 1. Lord Altrie (* um 1529; † um April 1596) war ein schottischer Adliger.

## Leben
Er war der jüngere Sohn des William Keith, 3. Earl Marischal († 1581), und der Margaret Keith.
Von seinem Onkel Robert Keith († 1551) erbte er das Amt des Kommendatarabtes des Zisterzienserklosters Deer in Aberdeenshire. Als Abt von Deer nahm er mehrfach an Sitzungen des schottischen Parlaments teil.
Er heiratete Elizabeth Lundie, der dazugehörige Ehevertrag wurde am 24. Mai 1566 geschlossen. Die Ehe blieb kinderlos.
Am 29. Juli 1587 verlieh ihm König Jakob VI. den erblichen Adelstitel Lord Altrie. Dazu wurde das katholische Kloster Deer säkularisiert und in ein weltliches Lehen umgewandelt. Da er keine Kinder hatte, erfolgte die Verleihung mit dem besonderen Zusatz, dass der Titel in Ermangelung eigener männlicher Nachkommen auch an seinen Neffen George Keith, 4. Earl Marischal, den einzigen Sohn seines verstorbenen älteren Bruders William Keith, Master of Marischal († 1580), und dessen männliche Nachkommen vererbbar sei. 
1589 wurde er als schottischer Botschafter nach Dänemark entsandt, um dort die Verheiratung König Jakobs VI. mit Prinzessin Anna von Dänemark zu verhandeln. Robert lehnte diesen Auftrag ab und entschuldigte dies mit seiner schlechten Gesundheit und seinem hohen Alter. Der Auftrag wurde schließlich von seinem vorgenannten Neffen wahrgenommen, der ihn bei seinem Tod 1596 auch beerbte.
Sein genaues Todesdatum ist nicht überliefert. Er ist letztmals am 18. März 1596 urkundlich belegt. Am 19. Mai 1596 hatte ihn bereits sein Neffe George Keith, 4. Earl Marischal, als 2. Lord Altrie beerbt.